# 瑶山楼梯草
瑶山楼梯草（学名：Elatostema yaoshanense）为荨麻科楼梯草属的植物，为中国的特有植物。分布在中国大陆的广西等地，目前尚未由人工引种栽培。